# Cochlicopidae
Cochlicopidae  (лат.) — семейство наземных брюхоногих моллюсков, принадлежащее к надсемейству Pupilloidea.

## Описание
Улитки мелких размеров в длину всего 7 мм. Количество хромосом в гаплоидных клетках: 26—30.

## Таксономия
2 подсемейства указаны в справочнике Taxonomy of the Gastropoda:
- Cochlicopinae Pilsbry, 1900 (1879) — синонимы: Cionellidae L. Pfeiffer, 1879; Zuidae Bourguignat, 1884
  - Cochlicopa Férussac, 1821 — synonym: Cionella Jeffreys, 1830[2]
- Azecinae Watson, 1920 — синоним: Cryptazecinae Schileyko, 1999
  - Azeca Fleming, 1828
  - Cryptazeca Folin & Bérillon, 1877
  - Hypnophila Bourguignat, 1858[3]

## Палеонтология
Ископаемые представители обнаружены в отложениях палеоцена в Еввропе и Северной Америке.